# Сирни заговезни
Сирна неделя пренасочва насам.  За филма на Радослав Спасов вижте Сирна неделя (филм).
Сирни заговезни е християнски празник, предшестващ непосредствено началото на Великия пост и отбелязван на седмата неделя преди Великден – за православните църкви през 2025 година това е 2 март.
Това е и един от важните празници в българска фолклорна традиция, свързан с множество различни обреди и обичаи, някои от които обхващат цялата предходна седмица, наричана Сирна неделя. Многобройните му названия са свързани с типичната за празника обредност – Прошка, Прочка, Прощални заговезни, Сирни поклади, Прошчани поклади, Поклади, Сирница, Ората.

## Православно християнство
Според правилата на постенето, на този ден все още могат да се ядат храни, които произхождат от животни, като сирене, мляко, яйца, но не и месо (то вече е отпаднало след Месни заговезни – седмица по-рано). След това, доколкото е препоръчително (т.е. ако на човека не му липсва подходящата духовна настройка, без която се счита, че това няма смисъл), предписанието е чак до Великден да се консумира само храна с растителен произход.
На Сирни заговезни Църквата призовава вярващите да пречистят душите си, молейки и давайки прошка – като първа крачка към Великия пост, през който се очаква да направят всичко възможно да се помирят с всички, за да изпълнят с мир и любов сърцата си и така да посрещнат Възкръсналия Христос. Сутринта в храмовете по време на литургията се чете Евангелието с част от Проповедта на планината (Мат. 6:14 – 15): „Ако простите на човеците съгрешенията им, и вам ще прости Небесният ви Отец; ако ли не простите на човеците съгрешенията им, и вашият Отец няма да прости съгрешенията ви“. Литургията продължава с припомняне на наставленията на св. ап. Павел към евреите в Евр. 12:1-10.
По време на вечернята се пеят великопостните тропари и се произнася Молитвата на св. Ефрем Сирин „Господи и Владико на моя живот…“. След отпуста се извършва специален чин на прошката. На солея се изнасят и полагат на аналоя напрестолният кръст и иконите на Спасителя и св. Богородица. Настоятелят на храма се покланя пред тях и ги целува, после се обръща с молба за прошка от събратята му клирици и от събралите се вярващи. Всички свещенослужители и миряни се покланят пред кръста и иконите и взаимно искат прошка едни други.

## Римокатолическо християнство
Постенето сред римокатолиците постепенно се е облекчавало. В резултат, според канон 1251, въздържанието от месо или друга храна се спазва само на Пепеляната сряда (пада се 40 дена преди Великден) и на Велики петък, както и в петъците през годината. Често католиците преди Великден избират да се отказват от специфични удоволствия, като насладата, която им носят например сладкиши, алкохол или социални медии, като начин за насърчаване на простота и самоконтрол.

## Обичаи в България

### Заговяване
Централно място в празника Сирни заговезни заема ролята му на начало на Великия пост – заговяване. Понеже „без прошка не може да се заговее“, от началото на Сирната неделя до вечерята на Сирни заговезни трябва да се поиска прошка. По-младите обикалят по-стари роднини и близки – свекър, свекърва, тъст и тъща, кумове, по-възрастни братя и сестри, от които искат прошка. Води се разговор в духа на следното: – „Прощавай, мале, тате...“, – „Просто да ти е (традиционна разговорна форма на „простено да ти е“), Господ да прощава“.
За празника се приготвя специална вечеря със съответстващи ястия – през Сирната неделя вече не се яде месо, но е последният ден за ястия с краве масло, мляко, яйца и риба. Преди сядането на масата си искат прошка един от друг. Вечерята на Сирни заговезни не се прекадява и не е свързана със специални обреди.

### Хамкане
След вечерята на Сирни заговезни се извършва обичаят хамкане (също ламкане, ласкане, конкане). При него на червен конец се окачват сварено обелено яйце, въглен и сирене (от края на XIX век и първо в градовете – и парче бяла халва), най-възрастният мъж в къщата го завърта в кръг и всеки член от семейството, главно децата, се опитва да хване хапката с уста без да си помага с ръце.
Веднага след хамкането, използваният в него конец се използва за гадане за успех през годината. Той се пали и загасва многократно, като при всяко запалване се нарича на някого от присъстващите или на даден земеделски продукт – ако при съответното запалване конецът гори бързо, смята се че човекът ще бъде в добро здраве, ако е младеж ще се ожени, ще има добра реколта от съответния продукт.{{hrf|Маринов|1981|497 В Ловешко конецът не се пали, а се поставя на греда на тавана или се заравя в нивата, в други случаи се поставя пред домашната икона за здраве.
Яйцето или въгленът, употребени в хамкането, се смятат за лечебно средство. Смята се, че въгленът предпазва от уроки, а от яйцето белтъкът се изяжда, а жълтъкът се запазва през годината и се използва смесен със сирене като средство срещу стомашно разстройство при децата и агнетата. На следващия ден - Чисти понеделник - с водата от варенето на яйцето се мият лицата за предпазване от бълхи и мухи, черупките се изхвърлят на улицата – пак против бълхи. Яйцето или въглена в някои случаи се слагат в храната на добитъка за здраве.

### Оратник
Вечерта на Сирни заговезни се провежда и обичай, свързан с палене на огньове, който има множество местни варианти и наименования - о̀ратник, олелѝя, урбалки, оруглица, ламбадия, курници, оруглица, алапунгя, орлата, ойдалелия, орада.
Обикновено оратникът е един или повече големи огньове, обикновено от слама или други лесно горящи сухи растения, които се палят на високо място край селото и при които се събират всички жители (в по-стари времена от края на XIX век на оратника се събират само мъже). Често младежите прескачат огъня (кракът на когото е минал през огъня минава за неуязвим за змийско ухапване) или стрелят във въздуха, а край него се играят хора, последните преди забраната ми през Великите пости. На някои места, като Самоковско, оратник се нарича разцепен и натъпкан със слама клон, който се запалва и се върти. В Троянско и Тетевенско се върти стар кошер, а в Еленско - каче, които се намазват с катран, пълнят се със слама и се запалват. В Източна Тракия и при тамошни преселници в Добруджа се пали кош със слама, който се издига на дълъг прът.
Основна място в оратника заемат ритуалните извиквания, откъдето идват и наименования като „оратник“ (от архаичния глагол „оратя“, който значи „говоря“) и „олелия“. Обикновено те са свързани с обстоятелството, че празникът отбелязва края на сезона на сватбите, каквито в по-далечното минало не се правят не само през Великия пост, но и до края на активния земеделски сезон през есента. По тази причина двойките, които не са се оженили, трябва да ограничат контактите си до следващия сезон на седенките, а често от този ден се смятат и за необвързани помежду си. По време на оратника младежите правят иронични извиквания, най-често в смисъл, че бащата на любимата им ще им даде целия си имот, само за да се оженят за нея на следващата година. Това се прави и само като подигравка, като в този случаи роднините на момичето отговарят с фрази като: „Стоян има в гащите си всичко! Иди бръкни, та земи!“.
На други места, като Източна Тракия, извикванията имат друг характер, свързан с ритуалите за искане и даване на прошка. Мъжете, започвайки от най-стария, с висок глас обявяват сторените от отделни хора пакости и грешки. Смята се, че така може да се избегне повтарянето на грешките в бъдеще. Тези, които наричат, не подлежат на санкции.

### Чилкане
Друг регионален обичай, разпространен само в Родопите и в Източна България - в Тракия от Старозагорско и Хасковско на изток, във Варненско и в Добруджа - е чилкането (туйкане) на специални запалени стрели (перници, лугачки, чавги). Перниците (делени на обикновена перница, местница и картупъл) представляват вид малки стрелички с дължина 13 – 25 см (по други данни - 10-12 сантиметра) и дебелина /диаметър/ 10 – 20 мм. Изготвят се от лесно обработваемата дървесина на растението мекиш - притурка в широколистните, ниско-планински горски масиви. Заготовката е с приблизителните размери на стрелата и се дялка с нож. Особеностите им са следните:
- Обикновената перница представлява стреличка с подострена като молив предна част, която е приблизително 2/3 от дължината на заготовката. Размерите му са в горната граница на обичайните мерки. Задната и част, е плоско оформена с прорез за 2 „уши“, които се извиват леко в противоположни страни и пробита (за захващане с пръчката при „изстрелването“), в мястото където започва плоската част.
- Местницата се различава от обикновената перница по двата, вместо един, чифта (двойки) уши в задната си част и е с приблизително същата големина.
- Картупалът по правило е по-къс (изработващите го се придържат към долната граница за размера), предната част не е подострена, а оставена цилиндрична, докато задната част не се различава от тази на обикновената перница.

За изстрелване на перницата са необходими 2 дървени пръчки с дължина около 1 метър. Едната трябва да е по-дебела (около 20 – 25 мм), другата по-тънка (около 8 – 10 мм). Тънката се подостря на върха и там се закрепва перницата. С махово движение (кръстосано) двете пръчки се удрят и перницата отлита. Това изисква значителни технически умения, поради което по-неопитните участници започват подготовката си още от Атанасовден. На някои места вместо перници се използват топки с прахан, изстрелвани с гумена прашка, или обикновени стрели, изстрелвани с лък.
Изстрелването се извършва нощно време (в тъмната част на сумрака) като непосредствено преди изстрелването ушите се запалват за да се трасира летежа. При полета описват въртеливо движение, което се вижда в нощта. Преди изстрелването също се „вричат“ различни желания и ако стреличките отлетят надалече желанията се сбъдват. В един дом обикновено се прави 1 местница – символ на благоденствието на дома, 1 картупъл – символ на „благоденствието“ на прилежащите му домашни животни и толкова обикновени перници, колкото са и желанията на стрелеца.
При чилкането младежите от дадено село или махала се събират на възвишение край нея, където палят оратник. Всеки от тях е приготвил по 40-50 перници, които изстрелва към селото, целейки се в определени дворове - най-вече на своята приятелка, но също и на други популярни момичета. Всяка от стрелите се нарича за здраве, започвайки от Бог и най-близките роднини и завършвайки с приятелката на младежа. При стрелянето младежите се състезават по точност и височина на изстрелването, а момичетата - по това коя ще получи и събере повече стрели в двора си. Чилкането е свързано с реален риск от пожари в селото, където се вземат специални мерки за предотвратяването им - приготвяне на съдове с вода за гасене и покриване на запалими места, като сламени покриви или купи сено, с дъски или намокрени чулове и черги.

### Други обичаи
В ограничен район (Хасковско, Бургаско) през Сирната неделя е регистриран обичай, наричан зора̀ или гора̀. При него рано сутрин младите хора се събират на определена поляна и изпълняват, обърнати към Зорницата, поредица от определени песни, използвани само при този ритуал.
Времето около Сирни заговезни е период на изява на кукерите. Интересна разновидност на техните карнавали е ритуалът Джумал (практикуван тогава в района на град Панагюрище).